# Хримян, Армен Вагинакович
Арме́н Вагина́кович Хримя́н — известный советский и армянский физик-экспериментатор, специалист по физике космических лучей, автор нескольких космических экспериментов на ИСЗ «Космос», член Научного Совета по комплексной проблеме «Космические Лучи» при АН СССР. Один из пионеров исследования космических лучей в СССР с помощью искусственных спутников Земли. Автор 23 статьей в ведущих научных журналах СССР, 15 докладов на международных и 24 докладов на всесоюзных конференциях.

## Биография
Родился в 1924 году в городе Ахалкалаки. Отец, Вагинак Акопович Хримян — офицер царской армии, работал главным бухгалтером ряда центральных фабрик и предприятий Еревана. Мать, Астхик Симоновна Наапетян — филолог, работала в литературном музее Еревана. Сестра, Гоар Хримян — физик-экспериментатор. Армен Хримян — троюродный брат (по матери) Шарля Азнавура. В 1930 году семья переехала в Ереван. В 1940 году Армен Вагинакович поступил на физико-математический факультет Ереванского Государственного Университета (ЕГУ), который окончил в 1946 году. В 1942 году А. В. Хримян был призван в Красную Армию, а 1943 был комиссован с военной службы по болезни (из-за малярии, которой страдал с 1938 года) и продолжил учёбу в ЕГУ.
В 1956 году Армен Вагинакович защитил диссертацию в МИФИ и получил степень кандидата физико-математических наук.
В 1995 году Армен Вагинакович с семьёй уехал в Израиль, откуда в 2011 году вернулся в Армению. В 2012 году Армен Хримян скончался в Ереване в возрасте 88 лет.

## 1943—1968. Работа в Физическом Институте АН Армянской ССР и на Арагацкой высокогорной научной станции
С 1944 по 1968 года А. В. Хримян работал в ЕрФИ Академии Наук Армянской ССР. Был заведующим лабораторией элементарных частиц и её научным руководителем, заведующим лабораторией Большого магнита.
С 1944 по 1959 г. был участником, зам. начальником высокогорной экспедиции АН СССР и АН Армянской ССР по изучению космических лучей на горе Арагац. После окончания экспедиции с 1947 по 1963 годы организовывал зимовку сотрудников лаборатории на Арагаце. Таким образом, трехмесячная экспедиция превратилась в круглогодичную и была создана постоянно действующая Арагацкая научная станция.

### Арагацкая высокогорная станция по исследованию космических лучей
В 1944 году, будучи ещё студентом, был принят на работу в только что созданный Институт Физики на должность младшего научного сотрудника. Участвовал в организации и проведении научных экспериментов АН СССР и ЕрГУ на горе Арагац (высота 3500 метров) по исследованию природы космических лучей.
С 1946 года, в Институте Физических Проблем, совместно с группой московских и ленинградских физиков (академик Алиханов А. И., Ландау Л. Д., Мигдал А. Б., Тамм И. Е. и другими), обрабатывал результаты экспедиций. Участвовал в проектировании, монтаже и запуске новой исследовательской аппаратуры — Арагацкого Большого магнитного масс-спектрометра и проводил исследования природы частиц, входящих в космические лучи на высоте в 3200 метров.
В течение 1950-53 г. произвел исследование спектра протонов, входящих в состав космического излучения. С 1953 по 1955 г. занимался исследованием продуктов ядерных расщеплений, зарожденных быстрыми нейтронами космического излучения. Были получены новые данные о составе продуктов этих звезд, имеющих импульсы больше 1 Бэв/с. С 1958 г. занимался исследованием природы и спектров частиц, генерированных нуклонами высокой энергии. Были получены новые данные о спектрах мезонов, протонов и дейтонов, зарожденных под действием нуклонов космического излучения. Результаты исследования характера генерации и спектра зарождённых к-мезонов были доложены на международных конференциях по космическим лучам в Венеции в 1957 г. и в Москве в 1959 г.
Основные научные работы А.Хримяна, выполненные в 1944—1967 г. на Арагацкой высокогорной станции:
- Впервые в мире прямо доказано присутствие высокоэнергетических протонов в составе космических лучей, а в дальнейшем также частиц промежуточной массы (K-мезоны).
- Исследование природы и энергетического спектра частиц (Пи-мезонов, К-мезонов, протонов, дейтонов) зарожденных в ядерных расщеплениях
- Исследованы состав и энергетические спектры космических лучей на высотах гор
- Разработан новый метод измерения масс малоинтенсивных групп ядерно активных частиц при больших фонах протонов

Эти работы были выполнены при помощи уникальных магнитных масс-спектрометров для исследования природы и энергетических спектров космических лучей и продуктов ядерных расщеплений, генерированных нуклонами высокой энергии, созданных под руководством А. Хримяна.
В 1962 году А.Хримяном с сотрудниками был предложен новый метод определения масс элементарных частиц. Предложенный метод позволял создавать светосильные приборы для определения масс элементарных частиц и ядер. Метод был применим в исследованиях на ускорителях и в области космических лучей и позволял:
- Создавать приборы с эффективностью существующих приборов, при затратах в сотни раз меньше, чем стоимость приборов, созданных другими методами
- Создавать приборы с эффективностью в сотни раз выше эффективности существующих приборов, при одинаковых затратах.

Большая эффективность нового метода позволяла решать такие задачи, в области поисков новых элементарных частиц, которые были неразрешимы при помощи существующих методов, так как для этого требовались бы эксперименты продолжительностью в десятки лет, что очень сложно осуществить на практике. К сожалению, из-за конфликта интересов в институте, работы по созданию приборов и поиски новых элементарных частиц по новой методике были исключены из тематического плана и не были реализованы.

### Электросон и электроанестезия
С 1962 по 1968 годах, совместно с ведущим кардиологом Армении Стамболцяном Р. П., А. Хримян занимался исследованиями электросна. Он соавтор 5 научных работ по созданию медицинской аппаратуры и методики для электросна и электронаркоза, в том числе применительно к задачам и условиям космического полета.
Работы были представлены на ряде всесоюзных и международных конференций, в том числе и на 1-м Международном Симпозиуме по вопросам электросна и электроанестезии в г. Грац в Австрии в 1966 году.

## 1968—1983. Работа в Институте Физических Исследований АН Армянской ССР
С 1968 по 1983 гг. А. Хримян возглавлял отдел «физики космических лучей» в Институте Физических Исследований АН Армянской ССР. Работы отдела были посвящены исследованиям космических лучей на ИСЗ по научной программе, предложенной А. Хримяном и утвержденной в 1965 году Научным Советом при Президиуме АН СССР. Научная цель этой программы — исследование зарождения и распространения космических лучей в галактике. В рамках этой программы А. Хримян был научным руководителем космических экспериментов на ИСЗ «Космос-557» и на орбитальной станции «Салют-4», главным конструктором научно-исследовательской аппаратуры «Силя», использованной в указанных экспериментах. За эти работы А. Хримян награждён орденом «Знак Почета». Эксперимент «СИЛЯ» выставлялся на ВДНХ СССР и был удостоен бронзовой медали ВДНХ.
Отдел «физики космических лучей» был единственной в СССР научной группой, имеющей физическую методику и спутниковые приборы для исследования изотопного состава легких ядер галактических и солнечных космических лучей, а также квазизахваченной радиации.

### Эксперименты «Силя» на ИСЗ «Космос-557» и на орбитальной станции «Салют-4»
В 1968—1972 гг. А.Хримяном был разработан базовый физический прибор — спектрометр изотопов легких ядер («Силя»), который производил идентификацию изотопов легких ядер, по разработанной в отделе методике спектрометрического сцинтилляционного телескопа. Позже был создан прибор «Силя-4-03», при помощи которого в 1973 г. проводились исследования на ИСЗ «Космос-557». Успешная работа на ИСЗ «Космос-557» доказала надежность прибора и в 1973—1974 г.г был создан прибор «Силя-4-04», с помощью которого, на орбитальной станции «Салют-4», проводились научные исследования
В экспериментах, освещавшихся даже в таких изданиях, как «Труд», «Известия», «Правда», были получены важные научные результаты, которые докладывались на международных конференциях и получили высокую оценку Научного совета по проблеме «Космические лучи» АН СССР, и были важны для развития представлений о свойствах околоземного космического пространства, теории зарождения космических лучей и солнечно-земных связей.
1. Измерены энергетические спектры ядер водорода и гелия галактических космических лучей в период глубокого минимума солнечной активности 1975—1976 гг. Полученные научные результаты уникальны, так как в период минимума 1975-76 гг. были выполнены всего два эксперимента — на Салют-4 в диапазоне энергии E = 500-10.000 МэВ и на американском спутнике IMP-8 в диапазоне E = 20-100 МэВ. Учитывая, что минимум 75-76 гг. был весьма глубоким, результаты этих экспериментов важны для развития теории происхождения ГКЛ и солнечной модуляции ГКЛ.
2. Обнаружено существование квазизахваченных протонов с энергиями E = 250—500 МэВ и подтверждено существование квазизахваченных электронов с E > 200 МэВ. Это явление важно для развития представлений о свойствах околоземного космического пространства.

### Филиал Института космических исследований (ИКИ) АН СССР в Армении
В 1979—1983 гг. по предложению Института космических исследований (ИКИ) АН СССР рассматривался вариант открытия в г. Ереване филиала ИКИ АН СССР с проектно-конструкторским бюро и опытным заводом научного приборостроения на базе отдела, возглавляемого А.Хримяном. Предполагаемыми направлениями работы филиала были — космическая физика частиц высокой энергии, гамма и рентгеновская астрономия, создание бортовых ЭВМ для управления экспериментами (на базе ЕрНИИМ), первичной обработкой научной информации. Предполагаемая численность филиала 600 человек. К сожалению, из-за организационных трудностей, филиал не был создан.

## 1983—1992. Работа в НИИ физики конденсированных сред ЕГУ
С 1983 по 1992 г. А.Хримян — заведующий отделением космической физики в НИИ физики конденсированных сред ЕрГУ, главный конструктор спутникового спектрометра корпускулярной радиации «Севан» и научный руководитель космофизического эксперимента «Севан» на орбитальном комплексе «Салют-7» — «Космос-1686».

### Эксперимент «Севан» на орбитальном комплексе «Салют-7» — «Космос-1686»
При помощи научно-исследовательской аппаратуры «Севан» на орбитальном комплексе «Салют-7» — «Космос-1686» в 1985-88 гг. проводился космофизический эксперимент «Севан» с целью исследования галактических и солнечных космических лучей, а также зарожденной ими в околоземном пространстве вторичной корпускулярной радиации. Эти исследования являлись одним из каналов информации для создания точной физической модели околоземного космического пространства для решения ряда научных и прикладных задач, в частности, для долговременного прогнозирования радиационной обстановки в Космосе, обеспечения радиационной безопасности космических полетов.
В процессе эксперимента непрерывно в каждой точке орбиты полета, проводился количественный и качественный анализ радиации: разделение частиц различного происхождения, измерение интенсивности их потоков, определение ядерно-изотопного состава и энергетических спектров. Совокупность полученной информации определяет состав и параметры радиации в околоземном космическом пространстве и пространственно-временное распределение её компонентов вокруг земного шара.
В течение 1259 часов на 831 витках полета вокруг земного шара на высотах 300—400 км было выполнено около 350 млн измерений, опоясывающих земной шар между географическими широтами ± 52 градуса.
На основе обработки полученной телеметрической информации с помощью аппаратуры «Севан» были разработаны новые методы решения двух актуальных прикладных задач космонавтики: автономная навигация и определение параметров вращательного движения космических летательных аппаратов. Эти решения получили дальнейшее развитие в рамках проектов «Канопус», «Регата» и «Малая Космическая Лаборатория».

### Международный проект «Регата» и аппаратура «Аракс»
С 1989 года А.Хримян возглавлял разработку физического метода и бортовой аппаратуры контроля параметров вращения космических парусников в проекте «Регата».
Международный проект «Регата», выполняемый ИКИ АН СССР, предусматривал разработку и создание базового спутника нового типа — солнечного парусника — с целью реализации серии долговременных малых космических лабораторий (МКЛ) с уникальными регулируемыми условиями: вакуума, невесомости, радиационного воздействия, электромагнитной и экологической чистоты, высокой чувствительностью мониторов для исследования космофизических процессов в околоземном космическом пространстве и мониторинга солнечной активности.
Для контроля ориентации МКЛ «Регата-Е» на основе результатов эксперимента "Севан был разработан новый метод автоматической навигации и разработана бортовая аппаратура «Аракс». Метод был основан на закономерностях планетарного распределения корпускулярной радиации в околоземном космическом пространстве, посредством непрерывной регистрации узконаправленным телескопом текущих значений интенсивности радиации по траектории полета КЛА с временной привязкой. Была подана заявка на изобретение от имени НПО «Лазерная Техника», ИКИ АН СССР, НПО «Энергия», ИКБ «Салют». Старт первого спутника проекта «Регата» планировался в 1993—1994 годах, но в связи с распадом СССР проект был свернут.

## 1992—1994
В 1992 году А. Хримян перенес инсульт, спровоцированный закрытием в НПО «Лазерная Техника» ряда физических лабораторий, в том числе отдела космических лучей, который он возглавлял. После лечения и ухода из института А. Хримян активно занимался вопросами экологии, в частности вопросами реконструкции, остановленной на тот момент Армянской АЭС. Его крайне беспокоил вопрос отсутствия в Армении хранилищ для отработанного радиоактивного материала, вопросы сейсмоустойчивости и отказоустойчивости Армянской АЭС, которая была построена на сейсмоопасном разломе с недостаточной сейсмостойкостью и без достаточного резерва стойкости и дублирования критически важных систем. А. Хримян предлагал построить новую АЭС в одном из ущелий, создав таким образом вариант подземной атомной станции.
Вторым важным проектом, над которым работал А.Хримян, был проект создания в Республике Армения (РА) службы космического зондирования, центра обработки информации и банков данных и полигонов — НИИ «Космозонд». НИИ должен был позволить использование космического мониторинга и космического картографирования для решения ряда важнейших для экономики и обороноспособности РА вопросов. В НИИ «Космозонд» должна была поступать видеоинформация с бортовых средств связи спутника и через наземные пункты космической связи, а сам НИИ проводил бы дешифровку видеоинформации и её обработку. Эта информация позволила бы держать под контролем лавиноопасные и селеопасные регионы, данные о водных и гидроэнергетических ресурсах, фонде лесов, садов и пахотных земель, проводить разведку полезных ископаемых, давать возможность организации оперативной и долгосрочной обороны РА на основе космической военной разведки. В особом фокусе была организация службы спасения озера Севан от надвигающих экологических катастроф с использованием космического мониторинга для контроля за уровнем воды, загрязнением воды на различных глубинах, выявлением источников загрязнения и т. п.

## Семья
Жена — Эмилия Слободская (Рышковская), окончила МИФИ, программист-системщик, дочь известного ученого в области электрификации железных дорог Исаака Рышковского.
Сыновья — Максим Слободской и Армен Хримян (младший), окончили физфак ЕрГУ, физики-теоретики, работают специалистами в области ИТ-технологий.

## Научные работы

### Публикации
- Спектр масс варитронов. Доклады АН СССР. 1947 г. том 58, номер 7. Алиханян А. И., Алиханов А. И., Морозов В. М., Мусхелишвили Г. Н., Хримян А. В.
- Спектр масс варитронов. Журнал экспериментальной и теоретической физики. 1948. том 18, выпуск 8. Алиханян А. И., Алиханов А. И., Морозов В. М., Мусхелишвили Г. Н., Хримян А. В.
- Спектр масс варитронов II. Доклады АН СССР. 1948 том 61, номер 1. Алиханян А. И., Алиханов А. И., Морозов В. М., Хримян А. В.
- Исследования спектра масс варитронов I. Журнал экспериментальной и теоретической физики. 1949. том 19, выпуск 11. Алиханян А. И., Камалян В. Ш., Морозов В. М., Мусхелишвили Г. Н., Хримян А. В.
- По поводу замечаний В. Н. Кравцова. Журнал экспериментальной и теоретической физики. 1950. том 11. Вайсенберг А. О., Морозов В. М., Хримян А. В.
- О генерации протонов нейтральной компонентной космического излучения. Доклады АН СССР. 1952. том 85, номер 1. Хримян А. В.
- Генерация проникающих пар нейтральной компонентной космического излучения. Доклады АН СССР. 1954. том 94, номер 5. Хримян А. В.
- Изучение продуктов ядерных расщеплений вызванных нейтральной компонентной космического излучения. Доклады АН СССР. 1954. том 96, номер 6. Хримян А. В.
- Соотношение между положительными и отрицательными быстрыми Пи-мезонами зарожденными при ядерных расщеплениях. Доклады АН СССР. 1954. том 103, номер 2. Хримян А. В.
- О существовании проникающих пар. Доклады АН СССР. 1955. том 104, номер 3. Хримян А. В.
- Исследование продуктов ядерных расщеплений вызванных в свинце быстрыми нейтронами. Известия АН СССР, серия физическая. 1955. том 19, номер 6. Хримян А. В.
- Исследование природы и спектров частиц генерированных нуклонами высокой энергии. Журнал экспериментальной и теоретической физики. 1959. том 36, выпуск 2. Алиханов А. И., Елисеев Г. П. , Любимов В. А., Моисеев Б. Н., Хримян А. В., Камалян В. Ш.
- Измерение масс заряженных частиц при помощи сцинтилляционных счетчиков. Приборы и техника эксперимента. 1961. номер 6 Хримян А. В., Егиян К. Ш., Налбандян Н. А., Авакян В. В., Карапетян В. А.
- The composition of the flux of the cosmic ray nuclear-active particles of momenta higher than 1.8 Bev/c at the altitude of 3250 above sea level. Journal of the Physical Society of Japan, 1961. vol 17. Khrimyan A.V., Egiyan K.S., Nalbandyan N.A., Avakyan V.V., Pleshko M.P.
- Состав потока ядерно-активных частиц космического излучения на высоте 3250 метров на уровнем моря в области импульсов выше 1.8 БЭВ/с. Журнал экспериментальной и теоретической физики. 1962. том 42, выпуск 3. Хримян А. В., Егиян К. Ш., Налбандян Н. А., Авакян В. В., Плешко М. П.
- The composition of the flux of the cosmic ray nuclear-active particles of momenta higher than 1.8 Bev/c at the altitude of 3250 above sea level. Soviet Physics JETP, 1962, vol 15. Khrimyan A.V., Egiyan K.S., Nalbandyan N.A., Avakyan V.V., Pleshko M.P.
- Состав потока ядерно-активных частиц космического излучения на высоте 3250 метров над уровнем моря. Известия АН СССР, серия физическая. 1964 г. том 28, номер 11. Хримян А. В., Авакян В. В., Плешко М. П., Хримян Г. В.
- Зарождение ливней Пи-мезонами и протонами с импульсами 0.1-20 БЭВ/с в тонких пластинах вещества. Известия АН СССР, серия физическая. 1965 г. том 29, номер 10. Хримян А. В., Авакян В. В., Плешко М. П., Вартанян Т. Г.
- Представление функций ионизационных потерь энергии элементарными частицами простой аппроксимирующей функции. Сборник «Космические Лучи». 1969 г., номер 10. Хримян А. В., Коштоев В. В.
- Сцинтилляционный спектрометр для измерения масс и энергетических спектров частиц. Сборник «Космические Лучи». 1969 г., номер 10. Хримян А. В., Коштоев В. В., Петросян М. Л., Карапетян В. А., Казарян С. С., Аветян Б. А.
- Новый метод полной идентификации элементарных частиц и легких ядер. Сборник «Космические Лучи». 1970 г., номер 12. Хримян А. В.
- Результаты поисков частиц с дробными зарядами (кварков) в космических лучах. Сборник «Космические Лучи». 1970 г., номер 12. Хримян А. В., Авакян В. В., Хримян Г. В.
- Выбор оптимальных размеров телескопа и счетчиков сцинтилляционного спектрометра масс и энергии космических лучей. Сборник «Космические Лучи». 1970 г., номер 12. Хримян А. В., Коштоев В. В.
- О возможности создания бескоординатного сцинтилляционного спектрометра масс и энергии космических лучей. Сборник «Космические Лучи». 1970 г., Хримян А. В., Коштоев В. В., Вартанян Т. Г.
- Спектрометр изотопов легких ядер СИЛЯ-4 для исследования космических лучей вне атмосферы Земли. Известия АН СССР, серия физическая. 1978 г. том 42, номер 5. Хримян А. В., Авакян В. В., Хримян Г. В., Налбандян Н. А., Вартанян Т. Г., Мкртчян М. Ж.[16]

### Всесоюзные конференции и совещания по физике частиц высокой энергии и космических лучей
- О существовании проникающих пар. Тезисы докладов всесоюзной конференции по физике частиц высокой энергии. Москва 14-22 мая 1956 г. Хримян А. В.
- Исследование спектров Kа- Пи- мезонов генерированных нуклонами космического излучения на высоте 3200 метров. Тезисы докладов всесоюзной конференции по физике частиц высокой энергии. Москва 14-22 мая 1956 г. Елисеев Г. П. , Любимов В. А., Моисеев Б. Н., Хримян А. В., Камалян В. Ш., Канавец В. П.
- Об измерении масс заряженных частиц при помощи сцентилляционных счетчиков. Тезисы докладов всесоюзного совещания по физике космических лучей. Боржоми. Ереван. Издательство АН СССР. 1961. Хримян А. В., Егиян К. Ш., Налбандян Н. А., Авакян В. В., Карапетян В. А.
- Об измерении масс малоинтенсивных групп частиц при помощи различных методов. Тезисы докладов всесоюзного совещания по физике космических лучей. Боржоми. Ереван. Издательство АН СССР. 1961. Хримян А. В., Егиян К. Ш., Налбандян Н. А., Авакян В. В., Карапетян В. А.
- Состав потока ядерно-активных частиц излучения на высоте 3250 метров на уровнем моря в области импульсов выше 1.8 БЭВ/с. Известия АН СССР, серия физическая. Труды всесоюзного совещания по физике космических лучей 1961 года. Публикация 1962 том 26, номер 6. Хримян А. В., Егиян К. Ш., Налбандян Н. А., Авакян В. В., Плешко М. П.
- Об измерении масс заряженных частиц при помощи сцентилляционных счетчиков. Известия АН СССР, серия физическая. Труды всесоюзного совещания по физике космических лучей 1961 года. Публикация 1962 том 26, номер 6. Хримян А. В., Егиян К. Ш., Налбандян Н. А., Авакян В. В., Карапетян В. А.
- Об измерении масс малоинтенсивных групп заряженных частиц при помощи различных методов. Известия АН СССР, серия физическая. Труды всесоюзного совещания по физике космических лучей 1961 года. Публикация 1962 том 26, номер 6. Хримян А. В., Егиян К. Ш., Налбандян Н. А., Авакян В. В., Карапетян В. А.
- Состав потока ядерно-активных частиц космического излучения на высоте 3250 метров на уровнем моря. Известия АН СССР, серия физическая. Труды всесоюзного совещания по физике космических лучей 1963 года. Опубликовано в 1964 том 28, номер 11. Хримян А. В., Авакян В. В., Плешко М. П., Хримян Г. В.
- Зарождение ливней П-мезонами и протонами с импульсами 0.1-20 БЭВ/с в тонких пластинах вещества. Известия АН СССР, серия физическая. Труды всесоюзного совещания по физике космических лучей, Апатиты, 1964. Опубликовано в 1965 том 29, номер 10. Хримян А. В., Авакян В. В., Вартанян Т. Г.
- Результат поисков кварков и анти-протонов в космических лучах на высоте 3200. Тезисы докладов всесоюзной конференции по физике космических лучей. Алма-Ата 1966 г. Издательство АН СССР. Часть 1: ядерно-физическое направление. Хримян А. В., Авакян В. В., Хримян Г. В.
- О разрешающей способности стереофотограмметрических систем. Тезисы докладов всесоюзной конференции по физике космических лучей. Алма-Ата 1966 г. Издательство АН СССР. Часть 1: ядерно-физическое направление. Хримян А. В., Плешко М. П.
- Выбор оптимальных толщин телескопа и счетчиков сцинтилляционного спектрометра масс и энергии космических лучей. Тезисы докладов всесоюзной конференции по физике космических лучей. Алма-Ата 1966 г. Издательство АН СССР. Часть 1: ядерно-физическое направление. Хримян А. В., Коштоев В. В.
- Новый метод полной идентификации элементарных частиц и легких ядер. Тезисы докладов всесоюзной конференции по физике космических лучей. Алма-Ата 1966 г. Издательство АН СССР. Часть 1: ядерно-физическое направление. Хримян А. В.
- О возможности создания бескоординатного сцинтилляционного спектрометра масс и энергии космических лучей. Тезисы докладов всесоюзной конференции по физике космических лучей. Алма-Ата 1966 г. Издательство АН СССР. Часть 1: ядерно-физическое направление. Хримян А. В., Коштоев В. В., Вартанян Т. Г.
- Применение различных характеристик импульсов тока для получения электросна и электронаркоза. Материалы Всесоюзного симпозиума по проблемам электросна и электроанестезии, посвященным 20-летия электросна. 1966 г., Москва, Издательство Министерства Здравоохранения СССР. Стамболцян Р. П., Хримян А. В., Погосян Ш. Г.
- Поиски кварков с единичным и дробным зарядами в космических лучах на высоте 3200. Известия АН СССР, серия физическая. Труды всесоюзного совещания по физике космических лучей 1965 г. Опубликовано 1966 г. том 30, номер 10. Хримян А. В., Авакян В. В., Хримян Г. В.
- О технике и методике электросна. Первая республиканская научно-практическая конференция по внедрению результатов научно-исследовательских методов в медицинской практике. 1966 г, Ереван. Стамболцян Р. П., Хримян А. В., Погосян Ш. Г.
- Сцинтилляционный спектрометр для измерения изотопного состава ядер водорода (и гелия) в первичных космических лучах. Тезисы докладов всесоюзной конференции по физике космических лучей. Новосибирск 1967 г., Москва. Хримян А. В.
- О значении порога чувствительности к току различных параметров при электросне и электроанестезии. Материалы симпозиума по изучению особенностей сна и переходных состояний человека применительно к задачам и условиям космического полета. 1968 г., Москва, АН СССР. Стамболцян Р. П., Хримян А. В., Погосян Ш. Г.
- Исследования энергетических спектров легких ядер галактических космических лучей и природы (избыточного излучения) на высоте 350 км в глубоком минимуме солнечной активности 1975 г. Труды симпозиума соц. стран по верхней атмосфере, ионосфере и магнитосфере. 1981 г., Москва издательство АН СССР. Хримян А. В. и др.
- Квазизахваченные ядра в околоземном космическом пространстве и энергетические спектры легких ядер галактических космических лучей в минимуме солнечной активности 1975-76 г. Труды всесоюзной конференции по космическим лучам 1981. издательство АН СССР. Хримян А. В. и др.
- Автоматический спектрометр изотопов легких ядер СИЛЯ-4 для исследования галактических, солнечных космических лучей и квазизахваченной радиации в околоземном космическом пространстве. Труды Шестых научных чтений по космонавтике. издательство АН СССР, 1982 г. (Хримян А. В., Налбандян Н. А., Авакян А. А., Хримян Г. В., Вартанян Т. Г., Мкртчян М. Ж.
- Энергетические спектры протонов и ядер гелия галактических космических лучей в глубоком минимуме солнечной активности 1975 г. Труды седьмых научных чтений по космонавтике, том «Космическая физика», издательство АН СССР, 1982 г. Хримян А. В., Налбандян Н. А., Авакян А. А., Хримян Г. В., Вартанян Т. Г., Мкртчян М. Ж., Севастьянов В. И., Климук П. И., Демченко Э. К., Перкут В. Г.
- Обнаружение квазизахваченных протонов с энергиями 250—500 МЭВ в околоземном космическом пространстве на высотах 300—500 км. Труды седьмых научных чтений по космонавтике, том «Космическая физика», издательство АН СССР, 1982 г. Хримян А. В., Налбандян Н. А., Авакян А. А., Хримян Г. В., Вартанян Т. Г., Мкртчян М. Ж., Севастьянов В. И., Климук П. И., Демченко Э. К., Перкут В. Г.

### Международные конференции по космическим лучам
- Research into the nature and spectra of particles produced by high energy nucleons. International Cosmic Ray Conference, Moscow, 1959. Alikhanov A.I., Khrimyan A.V., Kosmachevsky V.K., Avakyan V.V., Egiyan K.S., Korotkov Yu.P., Nalbandyan N.A.
  - Исследование природы и спектров частиц генерированных нуклонами высокой энергии. Труды международной конференции по космическим лучам, СССР, Москва 1959 г. Издательство АН СССР, 1960 г, том 1. Алиханов А. И., Хримян А. В., Космачевский В.К, Авакян В. В., Городков Ю. В., Егиян К. Ш., Налбандян Н. А.
- The composition of the flux of the cosmic ray nuclear-active particles of momenta higher than 1.8 Bev/c at the altitude of 3250 above sea level. International Conference of Cosmic Rays and the Earth Storm, Kioto, Japan, 1961. Khrimyan A.V., Egiyan K.S., Nalbandyan N.A., Avakyan V.V., Pleshko M.P.
  - Состав потока ядерно-активных частиц космического излучения в области импульсов выше 1.8 БЭВ/с на высоте 3250 метров на уровнем моря. Международная конференция по физике космических лучей, Япония, Киото, 1961 г. Хримян А. В., Егиян К. Ш., Налбандян Н. А., Авакян В. В., Плешко М. П.
- Method for measuring the mass of charge particles by means of scintillation counters. Conference of Cosmic Rays and the Earth Storm, Kioto, Japan, 1961. Khrimyan A.V., Egiyan K.S., Nalbandyan N.A., Avakyan V.V., Karapetyan V.A.
  - Об измерении масс заряженных частиц при помощи сцентилляционных счетчиков. Международная конференция по физике космических лучей, Япония, Киото, 1961 г. Хримян А. В., Егиян К. Ш., Налбандян Н. А., Авакян В. В., Карапетян В. А.
- About the measurement of masses of charged particles of less intensive groups by means of various methods. Conference of Cosmic Rays and the Earth Storm, Kioto, Japan, 1961. Khrimyan A.V., Egiyan K.S., Nalbandyan N.A., Avakyan V.V., Karapetyan V.A.
  - Об измерении масс малоинтенсивных групп заряженных частиц при помощи различных методов. Международная конференция по физике космических лучей, Япония, Киото, 1961 г. Хримян А. В., Егиян К. Ш., Налбандян Н. А., Авакян В. В., Карапетян В. А.
- Composition of cosmic radiation flux of nuclear active particles at 3250 m above sea level. International conference of cosmic ray. Jaipur, India, 1963. Khrimyan A.V., Avagyan A.A., Khrimyan G.V., Pleshko M.P.
  - Состав потока ядерно-активных частиц космического излучения на высоте 3250 метров над уровнем моря. Международная конференция по физике космических лучей, Индия, Джайпур, 1963 г. Хримян А. В., Авакян В. В., Плешко М. П., Хримян Г. В.
- The production of the showers by pions and protons with momentum 0.1-20 Bev/c in thin plates. 9-th International Conference of Cosmic Rays, London, 1965. Khrimyan A.V., Avagyan A.A., Pleshko M.P., Vartanyan T.G.
  - Зарождение ливней П-мезонами и протонами с импульсами 0.1-20 БЭВ/с в тонких пластинах вещества. Международная конференция по физике космических лучей, Англия, Лондон, 1965 г. Хримян А. В., Авакян В. В., Плешко М. П., Вартанян Т. Г.
- The composition of the nuclear active particles at the attitude of 3250 above sea level. 9-th International Conference of Cosmic Rays, London, 1965. Khrimyan A.V., Avagyan A.A., Pleshko M.P., Khrimyan G.V.,
  - Состав ядерно-активных частиц космического излучения на высоте 3250 метров на уровнем моря. Международная конференция по физике космических лучей, Англия, Лондон, 1965 г. Хримян А. В., Авакян В. В., Плешко М. П., Хримян Г. В.
- Problems of electo-sleep and electro-anestesy. Electrotherapeutic Sleep and Electroanesthesia. First International Symposium. Gratz, Austria, 1966. Stambolcyan R.P., Chrimyan A.V., Pogosyan S.G.
  - Некоторые вопросы по изучению электросна и электронаркоза. Первый международный симпозиум по лечебному электросну и электро-анестизии. Грац, Австрия, 1966 г. Стамболцян Р. П., Хримян А. В., Погосян Ш. Г.
- The spectra of galactic cosmic rays Proton and helium nuclei of rigidics above 0.6 GV in the minimum of solar activity of 1975. 16-th international Cosmic Ray Conference, Kioto, Japan, 1979. Khrimyan A.V., Nalbandyan N.A., Avagyan A.A., Khrimyan G.V., Vartanyan T.G., Mkrtchyan M. Dg., Petrov N.M., Demchenko E.K., Sevastianov V.I., Klimuk P.I.
- The instruments for the investigation of chemical and isotopic component of light nuclei of cosmic rays. 16-th international Cosmic Ray Conference, Kioto, Japan, 1979. Khrimyan A.V., Nalbandyan N.A., Avagyan A.A., Khrimyan G.V., Vartanyan T.G., Mkrtchyan M. Dg.
- Энергетические спектры протонов и ядер гелия галактических космических лучей в глубоком минимуме солнечной активности 1975 г. 7-й Европейский симпозиум по космическим лучам. Ленинград, 1980 г. издательство АН СССР. Хримян А. В., Налбандян Н. А., Авакян А. А., Хримян Г. В., Вартанян Т. Г., Мкртчян М. Ж.
- Energy spectrum of protons and Helium nuclei of galactic cosmic rays during the deep minimum of solar activity of 1975. XXIII COSPAR, Budapest, 1980. Khrimyan A.V. et al.
- Excess radiation at the altitude of 300–400 km during the solar activity minimum of 1975 at the orbital station «Salut-4». XXIII COSPAR, Budapest, 1980. Khrimyan A.V. et al.
- О существовании пояса квазизахваченных протонов с энергией от 250—500 МЭВ на высотах 300—400 км. Тезисы докладов 19-й международной конференции по космическим лучам. 1985 г. Хримян А. В.
- Satellite investigation of the energy spectra of light nuclei of the galactic cosmic rays at the altitude of 350 km in deep minimum of the solar activity 1975—1976 and during 1985—1986. Khrimyan A.V.
  - Спутниковые исследования энергетических спектров легких ядер галактических космических лучей на высоте 350 км в глубоком минимуме солнечной активности 1975-77 г. Труды 20-й международной конференции по космическим лучам, Москва, 1987 г. Издательство «Наука» 1987 г., том 3

## Комментарии
1. ↑  «… Основная деятельность тов. Хримяна А. В. начинается с момента создания Большого постоянного масс-спектографа. Основные результаты, полученные на этом приборе, были получены при деятельном соучастии тов. Хримяна. Эти результаты привели к фундаментальному выводу о присутствии в составе космических лучей новых частиц, более тяжелых, чем мю-мезоны…» Директор ФИАН Арм. ССР, член-корр. АН ССР А. И. Алиханян. Из характеристики-рекомендации от 1960 г.
2. ↑  …В период 1944—1967 гг. тов. Хримян А. В. с сотрудниками проводили исследования природы и энергетических спектров космических лучей, природы продуктов ядерных расщеплений, вызванных нуклонами высоких энергий. Эти работы были выполнены на Арагацкой высокогорной станции по исследованию космических лучей при помощи уникальных магнитных масс-спектрометров созданных под руководством тов. Хримяна А. В." Директор ИФИ АН Арм. ССР, член-корреспондент АН Арм. ССР, Тер-Микаелян М.Л. Из характеристики-рекомендации 1975 года.
3. 1 2  « В эксперименте [СИЛЯ-4] … получены важные научные результаты, которые докладывались на международных и всесоюзных конференциях, и получили высокую оценку Научного Совета по проблеме „Космические Лучи“ АН СССР… Эти результаты весьма важны для развития представлений о свойствах околоземного космического пространства, теории зарождения космических лучей, и солнечно земных связей…. Известно, что отдел ФКЛ ИФИ АН Арм. ССР — единственная в СССР научная группа, имеющая физическую методику и спутниковые приборы — „СИЛЯ-4“, „Севан“ — для исследования изотопного состава легких ядер галактических и солнечных лучей, а также квазизахваченной радиации. Эти исследования весьма актуальны и важны… В настоящее время эксперименты отдела физики космических лучей ИФИ АН Арм. ССР включены в текущую программу исследований на орбитальных пилотируемых комплексах…» Письмо директора ИКИ академика Р. З. Сагдеева вице-президенту АН Арм. ССР академику А. Г. Иосифяну от 22.01.1982
4. ↑  «В ИФИ АН СССР проводятся исследования по химическому и изотопному составу галактических и солнечных космических лучей. Это важно для теории происхождения космических лучей, изучении процессов на солнце и солнечно-земных связей. ИФИ разработал новый прибор „Севан“ для изучения космических лучей от солнечных вспышек…» Директор Института космических исследований (ИКИ), академик Р. З. Сагдеев — Председателю Совета Министров Арм. ССР академику Ф. Т. Саркисяну, от 18.04.1980 г.
5. ↑  «Научный Совет… заслушал сообщение тов. Хримяна А. В. о научных результатах эксперимента, выполненного на орбитальной станции „Салют-4“…. Совет считает, что в эксперименте на „Салют-4“ получены следующие важные научные результаты: 1. Измерены энергетические спектры ядер водорода и гелия галактических космических лучей в период глубокого минимума солнечной активности 1975—1976 гг. Полученные научные результаты уникальны, так как в период минимума 1975-76 гг. были выполнены всего два эксперимента — на Салют-4 в диапазоне энергии E = 500-10.000 МэВ и на американском спутнике IMP-8 в диапазоне E = 20-100 МэВ. Учитывая, что минимум 75-76 гг. был весьма глубоким, результаты этих экспериментов важны для развития теории происхождения ГКЛ и солнечной модуляции ГКЛ. 2. Обнаружено существование квазизахваченных протонов с энергиями E = 250—500 МэВ и подтверждено существование квазизахваченных электронов с E > 200 МэВ. Это явление, установленное советскими учёными (ФИАН, НИИЯФ, МГУ, ИФИ) весьма важно для развития представлений о свойствах околоземного космического пространства. Учитывая указанные результаты работ отдела ФКЛ ИФИ АН Арм. ССР, а также то обстоятельство, что ИФИ АН Арм. ССР, единственный в СССР имеет готовую методику и спутниковые приборы (СИЛЯ-4 и СИЛЯ-6) для выполнения актуальных и важных исследований изотопного состава лёгких и средних ядер ГКЛ, Научный Совет просит Президиум АН Арм. ССР и ИКИ АН СССР оказать необходимое содействие и помощь для реализации программ-работ по проведению экспериментов по исследованию изотопного состава космических лучей». Из решения Научного Совета по комплексной проблеме «космические лучи» АН СССР от 30 окт. 1981 г.
6. ↑  «Работа, выполненная в ИФИ АН Арм. ССР представляет большой интерес, получены важные научные результаты… Важно также проведение новых экспериментов в Космосе при помощи имеющихся в АН Арм. ССР готовых приборов „Силя-4“ и „Севан“ для дальнейшего изучения наблюдаемых эффектов» Отзыв из ФИАН СССР от 10.04.1981 г. Президенту АН Арм. ССР В. Амбарцумяну по результатам работы А. Хримяна
7. ↑  «Научный Совет… заслушал… тов. А. Хримяна и считает, что проводимые… внеатмосферные исследования изотопного и химического состава ядер водорода и гелия галактических и околоземных космических лучей являются актуальными и важными для развития теории происхождения галактических космических лучей, для изучения механизма генерации солнечных космических лучей и для исследования солнечных земных связей… Учитывая перспективность проводимых… исследований… Научный Совет просит Президиум АН Арм. ССР и дирекцию ИФИ АН Арм. ССР оказать необходимое содействие для реализации программ по проведению новых экспериментов…» Председатель Научного Совета по проблеме «космические лучи» академик С. Н. Вернов. Выписка из решения Научного Совета по комплексной проблеме «Космические Лучи» АН СССР от 29 июня 1977 года